# Університет атеїзму
Університет атеїзму — навчальні курси, які створювали при районних, міських комітетах КПСС, ВЛКСМ, при яких курси и діяли. Мета діяльности — підготовка за певними програмами кваліфікованих пропагандистів атеїзму, здатних проводити роботу серед віруючих, активно поширювати науково-атеїстичні знання серед населення. Для цього мали використовувати індивідуальні бесіди, читати лекції, організовувати вечори запитань-відповідей та інші форми атеїстичної пропаганди.